# برنارد تون
برنارد تون (بالإنجليزية: Bernard Toone)‏ مواليد 14 يوليو 1956 في يونكيرس، هو لاعب كرة سلة أمريكي سابق. بدأ مسيرته الاحترافية في سنة 1979. تم اختياره من قبل فريق فيلادلفيا سفنتي سيكسرز خلال الدرافت. حمل الرقم 3. يبلغ طوله 6 قدم 9 بوصة (2.1 م). اعتزل اللعب في 1983. لعب مع فيلادلفيا سفنتي سيكسرز ويوفي كازيرتا باسكت.

## روابط خارجية
- برنارد تون على موقع إن بي أي (الإنجليزية)
- برنارد تون على موقع سبورتس رفرنس (الإنجليزية)
- برنارد تون على موقع كلية كرة السلة في سبورتس رفرنس.كوم (الإنجليزية)
- برنارد تون على موقع ريلجم (الإنجليزية)
- برنارد تون على موقع بروبوليرز (الإنجليزية)